# Scottish Childminding Association
Scottish Childminding Association (SCMA) är en organisation i Stirling. De ger stöd, tränar och förser barnpassare i Skottland med information
De ger ut tidskriften Childminding och bedriver  hjälptelefon.

### Fotnoter
1. ↑  ”Early years matters:Key role for childminders”. Education Scotland. Arkiverad från originalet den 2 januari 2012. https://web.archive.org/web/20120102053939/http://www.ltscotland.org.uk/earlyyearsmatters/k/genericcontent_tcm4592698.asp. Läst 25 februari 2012.
2. ↑  ”Childminding magazine”. Scottish Childminding Association. Arkiverad från originalet den 2 januari 2012. https://web.archive.org/web/20120102210229/http://www.childminding.org/about-us/childminding-magazine. Läst 25 februari 2012.
3. ↑  ”Helpline”. Scottish Childminding Association. Arkiverad från originalet den 23 mars 2012. https://web.archive.org/web/20120323125840/http://www.childminding.org/about-us/helpline. Läst 25 februari 2012.